# Sérgio da Silva Andrade
Sérgio Gabriel da Silva Andrade (sinh ngày 6 tháng 12 năm 1982 ở Souto (Santa Maria da Feira)), hay Serginho, là một cầu thủ bóng đá người Bồ Đào Nha thi đấu cho C.D. Santa Clara ở vị trí thủ môn.